# Endosymbiontentheorie

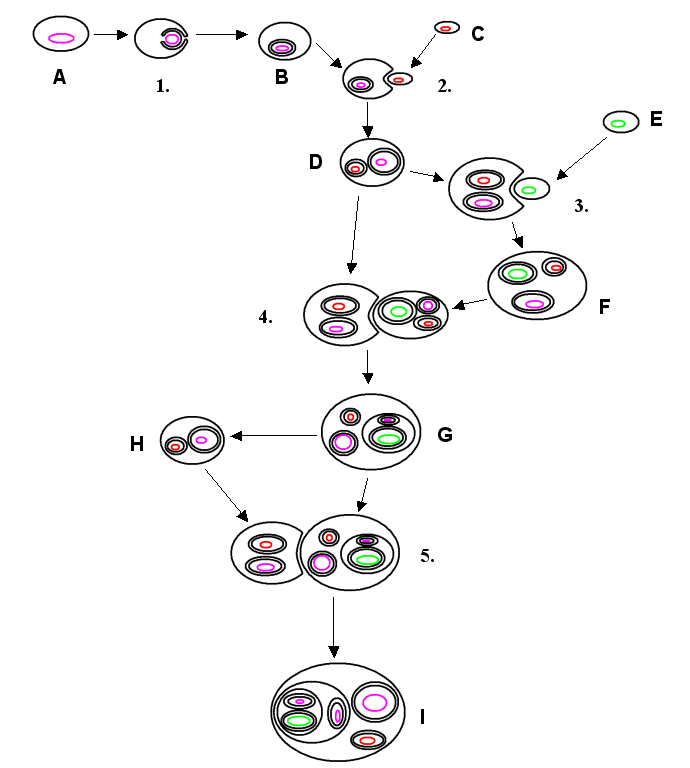
Schematische weergave van endosymbiontentheorie.
Ontstaan eukaryote cel uit A prokariotische voorouder: 1. vorming kernmembraan; 2. ontstaan mitochondrion uit C een proteobacterie
Primaire endosymbiose: 3. vorming chloroplast uit een E cyanobacterie, F: Eukaryoot
Secundaire endosymbiose: 4. Opname chloroplasthoudende cel door cel zonder plastide, G: Eukaryoot met secundaire plastide, die bij H weer verloren is gegaan
Tertiaire endosymbiose: 5. nog meer gecompliceerd samengaan van twee cellen.
Kleurcodes paars: nucleair genoom, rood: mitochondriaal genoom, groen: plastoom.

De endosymbiontentheorie (symbiogenese) is de theorie die de herkomst verklaart van mitochondria en chloroplasten in eukaryote cellen door endosymbiose. Deze theorie wordt tegenwoordig algemeen geaccepteerd. Volgens de endosymbiontentheorie stammen deze organellen bij eukaryoten (zoals planten, schimmels en dieren) af van in deze cellen opgenomen prokaryoten als endosymbionten. Ook verklaart de endosymbiontentheorie hoe eukaryoten (zoals planten, schimmels en dieren) geëvolueerd zijn uit bacteriën:
- De celkern zou ontstaan zijn uit het ringvormige DNA-molecuul doordat het zich op een bepaalde plaats aan het celmembraan had gehecht. Het kernmembraan is te beschouwen als een ingestulpt celmembraan. Ook het endoplasmatisch reticulum zou door instulping van het celmembraan zijn ontstaan.
- Aerobe bacteriën, waarschijnlijk de proteobacteriën die verwant zijn aan de rickettsia, zijn geëvolueerd tot mitochondriën.
- In de cel opgenomen cyanobacteriën (fotoautotrofe prokaryoten) zouden zich tot chloroplasten hebben ontwikkeld.

Verdere endosymbiose:
- Onder secundaire endosymbiose verstaat men de opname van een alg (fotoautotrofe eukaryoot) door een heterotrofe eukaryotische cel. Het voorkomen van een nucleomorf maakt dit aannemelijk: een rudimentair overblijfsel van een celkern van de opgenomen alg.
- Tertiaire endosymbiose. Het geheel kan nog verder gecompliceerd worden door de opname van de door secundaire endosymbiose ontstane cel door weer een andere gastheercel. Dit verschijnsel is aannemelijk gemaakt voor dinoflagellaten, waar de chloroplasten door meer dan twee membranen kunnen zijn omgeven.

## Ondersteuning
Als ondersteunend bewijs voor de theorie dat mitochondria en chloroplasten ontstaan zijn uit een vroegere endosymbiose kan het volgende aangevoerd worden:
- Zowel mitochondria als plastiden ontstaan door een vergelijkbaar proces van binaire deling. Binaire deling is een ongeslachtelijk delingsproces bij prokaryoten.
- Zowel mitochondria als plastiden (zoals chloroplasten) bevatten eigen DNA, dat verschillend is van het DNA in de celkern en qua hoeveelheid hetzelfde is als bij bacteriën. Bacteriën, plastiden en mitochondria hebben circulair DNA; in celkernen is lineair DNA aanwezig.
- Zowel mitochondria als plastiden worden omgeven door twee of meer membranen en het binnenste membraan verschilt van de andere celmembranen. Dit membraan lijkt meer op het prokaryotische celmembraan.
- Mitochondria gebruiken een genetische code die verschilt van die van eukaryoten, maar grote overeenkomsten vertoont met die van bacteriën en archaea.
- Bij sommige algen, zoals de Euglena, kan de chloroplast met bepaalde chemische middelen vernietigd worden zonder dat de cel hierbij ook aangetast wordt. Ook kunnen chloroplasten in langdurig donker afgebroken worden zonder dat de cel hier last van heeft. In al deze gevallen worden daarna geen nieuwe chloroplasten meer gevormd.
- De inwendige structuur en biochemie van chloroplasten, bijvoorbeeld de aanwezigheid van thylakoïden en in het bijzonder chlorofyl lijkt veel op die van cyanobacteriën. Volgens de evolutietheorie zijn de genomen van bacteriën, chloroplasten en eukaryoten nauw verwant aan het genoom van de cyanobacteriën.
- Volgens DNA-onderzoek bevat het DNA in de celkern ook genen afkomstig van de chloroplast. Dit wordt verklaard door de endosymbiotische genoverdracht (EGT).
- Sommige mRNA's afkomstig van genen in de celkern worden naar de organellen getransporteerd. Zowel mitochondria als chloroplasten bevatten ongewoon kleine genomen in vergelijking met andere organismen. Dat is in overeenstemming met de toenemende afhankelijkheid van de eukaryotische gastheer na het aangaan van de endosymbiose.
- Chloroplasten komen in zeer verschillende protistengroepen voor, die in het algemeen meer verwant zijn aan soorten die geen chloroplasten bevatten dan aan soorten die ze wel hebben.

De term symbiose in het woord endosymbiose wordt hier gebruikt in engere zin met de betekenis mutualisme.

## Geschiedenis
Het idee van de endosymbiontenhypothese werd als eerste door de botanicus Andreas Franz Wilhelm Schimper in 1883 gepubliceerd. Hij gaf op deze manier een verklaring voor het ontstaan van chloroplasten.
Konstantin Merezjkovski formuleerde omstreeks 1905 op grond van Schimpers werk de hypothese dat in de loop van de evolutie organismen de chloroplasten oorspronkelijk als zelfstandige blauwwieren opnamen waarna deze pas later een deel van de plantencel werden.
De Amerikaanse bioloog Ivan Wallin breidde het idee van endosymbiotische oorsprong van de cel uit tot de mitochondria en kwam in de jaren twintig van de 20e eeuw met het idee dat de eukaryotische cel uit een groep micro-organismen bestaat.
Omstreeks de jaren zestig van de twintigste eeuw werd DNA aangetoond in chloroplasten en kwamen de eerste elektronenmicroscopische afbeeldingen beschikbaar.
In 1970 publiceerde Lynn Margulis haar argumenten voor de endosymbiotische prokaryoten bij eukaryoten in The Origin of Eukaryotic Cells.
Hierna verklaarde Carl Woese dat de endosymbiontenhypothese buiten elke redelijke twijfel aannemelijk is gemaakt; het gaat dus nu om de endosymbiontentheorie.
In 1981 publiceerde Lynn Margulis de theorie over mitochondria en chloroplasten Symbiosis in Cell Evolution. De prokaryoten zouden de gastheercel binnengekomen zijn als een opgenomen prooi of als een parasiet, die tot organellen evolueerden. Op den duur zou een wederzijds voordeel zijn ontstaan, uitmondend in een verplichte symbiose. Het idee dat flagellen en cilia zouden zijn af te leiden van endosymbiotische Spirocheten wordt echter niet door veel biologen aannemelijk beoordeeld.

## Verwerving van plastiden
| → chloroplast: | primaire endosymbiotische evolutie van cyanobacterie tot een plastide |
| → rhodoplast:  | evolutie van de plastide tot een rhodoplast                           |
| → dinoplast:   | evolutie van de plastide tot een dinoplast                            |
| → apicoplast:  | evolutie van de plastide door reductie tot een apicoplast             |

| Verwerven van plastiden:                      | Verwerven van plastiden:                                                                                       | Verwerven van plastiden: | Verwerven van plastiden:                                                                                       |
| --------------------------------------------- | --- | ------------------------ | --- |
| I + blauwwier: II + groenwier: II + roodwier: | primaire endosymbiose met blauwwier secundaire endosymbiose met groenwier secundaire endosymbiose met roodwier | → I: → II: → III:        | betrokken bij primaire endosymbiose betrokken bij secundaire endosymbiose betrokken bij tertiaire endosymbiose |

In het kader van verwerving van plastiden wordt endosymbiose met prokaryote symbionten (een cyanobacterium) aangeduid als primaire endosymbiose, wat leidt tot primaire plastiden. Een hierop volgende endosymbiose die een fotosynthetische eukaryoot betreft, heet als secundaire endosymbiose, wat leidt tot secundaire plastiden.
De plastiden hadden een monofyletische oorsprong binnen de cyanobacteria. De kennis over het evolutionaire proces dat geleid heeft van vrij levende blauwwieren tot een geïntegreerd fotosynthetisch organel is nog voor een groot deel speculatief.

### Paulinella chromatophora
De amoebe Paulinella chromatophora (behorend tot de Cercozoa) is een geval van het onafhankelijk verwerven van fotosynthetische organellen, die hier chromatoforen ("kleurdragers") worden genoemd. Deze chromatoforen blijken verwant aan een cyanobacterie (α-cyanobacteriën) van het geslacht Synechococcus. Niet alleen ontbreken bij de endosymbiont de genen die misbaar zijn voor een intracellulair leven in de gastheer, maar ook de essentiële genen voor de synthese van aminozuren en cofactoren. De chromatoforen zijn zo afhankelijk geworden van de gastheer.

### Elysia chlorotica

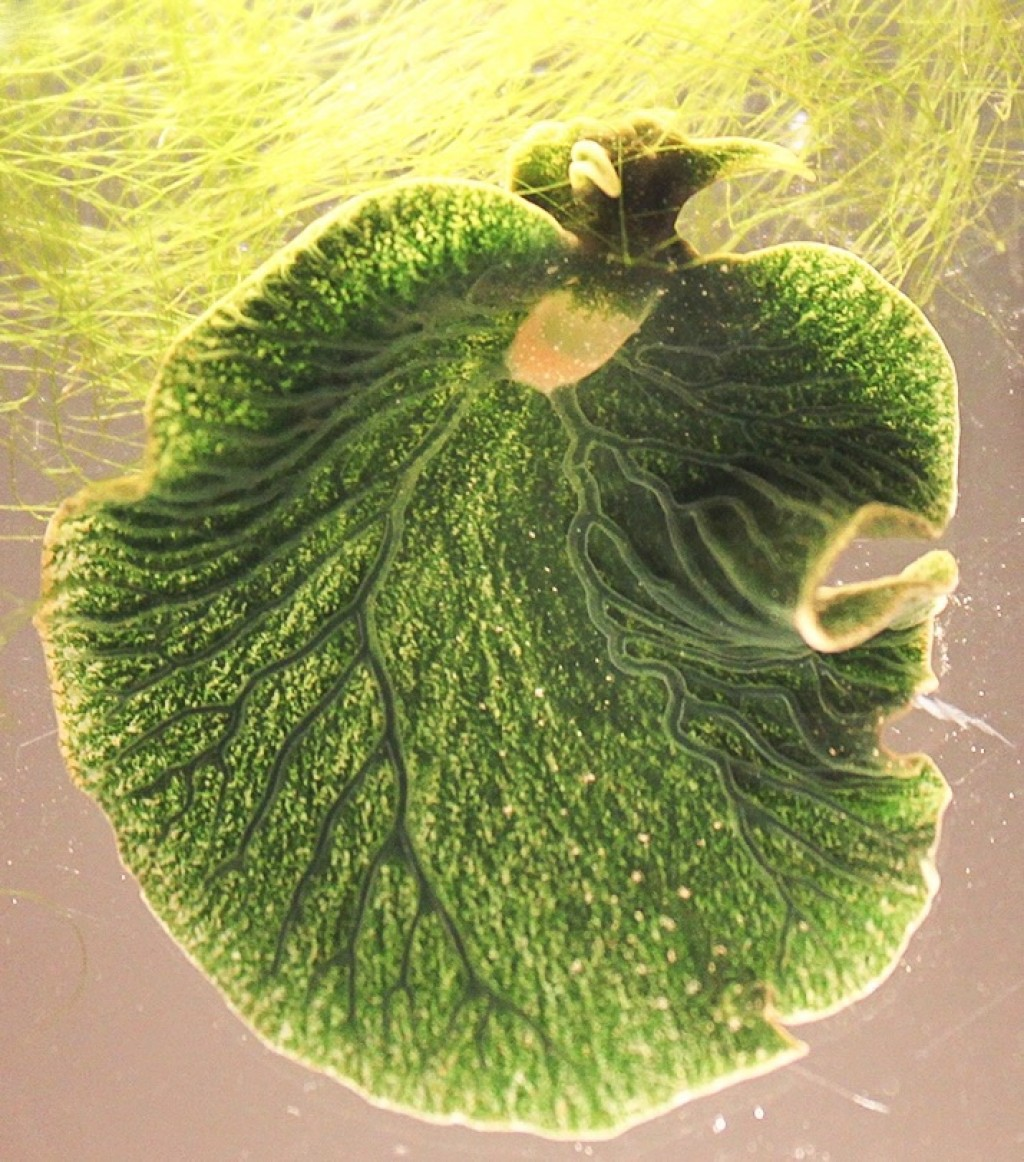
Elysia chlorotica

Elysia chlorotica is een kleine tot middelgrote groene zeeslak uit de orde van de Opisthobranchia, onderorde Sacoglossa, familie Placobranchidae. De groene kleur komt van de plastiden, die ze verkrijgt door algen (Vaucheria littorea Hofm. ex C. Ag.) op te eten. De op deze wijze 'gestolen' plastiden worden kleptoplastiden genoemd. De bladgroenkorrels worden gebruikt voor fotosynthese. De slak geeft de chloroplasten door aan de nakomelingen.